# リトルバスターズ! (シングル)
「リトルバスターズ!」は、Ritaの1枚目のシングル。2007年5月25日にKey Sounds Labelから発売された。

## 概要
KeyのPCゲーム『リトルバスターズ!』の主題歌から、オープニングテーマの「Little Busters!」、挿入歌の「遥か彼方」、エンディングテーマの1つ「Alicemagic」の3曲を収録。2007年7月27日のゲーム発売に先駆けて発売された。それまでPCソフト扱いで発売されて来たKey Sounds Labelの作品としては初めて、一般流通ルートにも参入した作品（一般流通盤はポニーキャニオンが扱っている）。

## 収録曲
1. Little Busters!
作詞・作曲：麻枝准、編曲：中沢伴行・尾崎武士（I've）
PCゲーム『リトルバスターズ!』オープニングテーマ
2. 遥か彼方
作詞・作曲：麻枝准、編曲：Manack
PCゲーム『リトルバスターズ!』挿入歌
3. Alicemagic
作詞：都乃河勇人、作曲：折戸伸治、編曲：MintJam
PCゲーム『リトルバスターズ!』エンディングテーマ
4. Little Busters! -off vocal-
5. 遥か彼方 -off vocal-
6. Alicemagic -off vocal-

## Little Busters!／Alicemagic〜TV animation ver.〜
「Little Busters!／Alicemagic〜TV animation ver.〜」は、Ritaのシングル。2012年10月31日にKey Sounds Labelから発売された。
「Little Busters!」および「Alicemagic」をリアレンジし、テレビアニメ『リトルバスターズ!』の主題歌として使用された楽曲を収録。自身初で現在唯一のトップ10入りを獲得した作品となった。

### 収録曲（アニメ版）
（全編曲：MintJam）
1. Little Busters! 〜TV animation ver.〜
作詞・作曲：麻枝准
テレビアニメ『リトルバスターズ!』オープニングテーマ
2. Alicemagic 〜TV animation ver.〜
作詞：都乃河勇人、作曲：折戸伸治
テレビアニメ『リトルバスターズ!』エンディングテーマ
3. Little Busters!（TV Size）
4. Alicemagic（TV Size）
5. Little Busters!（Instrumental）
6. Alicemagic（Instrumental）

## カバー
- 榊原ゆい、鳥羽すの、鈴原たると、安玖深音、本山美奈 - 『タイムリープぱらだいす ボーカル・サウンドコレクション コンプリートBOX』収録。
- 流田Project - ロック・アレンジver。『流田PP <NEW COVER ALBUM>』収録。
- I've - アレンジver。ボーカルは柚子乃、アレンジはC.G mixが担当。『I've × Key Collaboration Album』に収録。
- Poppin'Party（愛美、大橋彩香、伊藤彩沙、西本りみ、大塚紗英） - 2017年2月5日開催の「BanG Dream! 3rd☆LIVE Sparklin' PARTY 2017!」で初披露された。リズムゲーム「バンドリ! ガールズバンドパーティ!」にプレイ楽曲として使用されている。アレンジはElements Gardenが担当。
- 氷堂美智留（矢作紗友里） - 2017年8月23日発売の『冴えない彼女の育てかた♭ BD・DVD 第2巻限定版特典CD』に収録。
- 棗恭介（緑川光） -本編で演じている役。２０２２年５月１７日放送の『かぎなど』でこれのカバーを披露。